# James MacGregor (boxe anglaise)
Pour les articles homonymes, voir James MacGregor et MacGregor.
James MacGregor est un boxeur sud-africain né en 1887 à Ladybrand dans l'État libre d'Orange et mort le 20 avril 1950 à Benoni dans le Transvaal (actuel Gauteng) à l'âge de 62 ans.

## Biographie
MacGregor participe aux Jeux olympiques de 1920 d'Anvers où il est éliminé dès le premier round dans la catégorie des poids mi-lourds après avoir perdu contre l'américain Edwin Schell (en).